# François Bertaut de Fréauville
François Bertaut de Fréauville (París, 1621 - París, 13 de noviembre de 1701) fue un abate, diplomático, hispanista y escritor francés, sobrino del poeta Jean Bertaut y hermano de Françoise Bertaut de Motteville, también escritora y autora de unas famosas Mémoires.

## Biografía
Por el lado materno descendía de la casa de Saldaña, y su madre, nacida Louise Bessin de Mathonville, se había educado en España, de forma que su hijo sabía hablar bien el español. Desde 1641 gozó un beneficio de la capilla de Saint-Leonard-Du-Fresnay en Doudeville, entre Dieppe y Ruan. Su hermana, camarera de la reina Ana de Austria, esposa de Luis XIII, le consiguió en 1644 el Priorato de Mont-aux-Malades, de rentas muy superiores. Ese mismo año acompañó a Suecia al embajador francés en Estocolmo; la reina Cristina de Suecia le tomó un cierto afecto, pues era un diestro músico y cantante, y le pedía a menudo que cantase para ella. A su vuelta a Francia, la reputación literaria de su tío, el obispo de Séez y poeta Jean Bertaut le abrió las puertas del Hôtel de Rambouillet. Escribió un ballet, Les pasions déréglées, estrenado en 1648. También e le requirió para diversas comisiones militares, algunas de ellas en Italia. Hacia 1653 entró al fin en la nobleza adquiriendo la baronía de Fréauville. Era entonces lector del rey Luis XIV, pero dejó ese cargo cuando fue nombrado consejero del parlamento de Normandía, en 1659. En 1665 dejó su cargo de consejero en Ruan por el más honrado de consejero del Parlamento de París. Se casó después con la señorita La Garde, de la que tuvo dos hijas. En 1668 cambió su priorato por otros tres de la orden de San Benito, en la que asumió el cargo de Comendador. Escribió un libro muy erudito, Prérogatives de la robe (París, 1701), aparecido el mismo año que el autor falleció.
Aparte de las obras ya mencionadas, escribió algún folleto político, algunos poemas satíricos y dos trabajos sobre España, État d'Espagne (Paris, 1664) y Journal du voyage en Espagne (París, 1669, sin nombre de autor). En este último narra el viaje por España de una embajada en la que estuvo para concertar el matrimonio de la hija del rey Felipe IV.

## Obra
- Ballet du Déreiglement des passions: de l'interest, de l'Amour, et de la gloire (1648).

- Les sentimens du vray citoyen sur la paix et union de la ville, Paris: Nicolás Pillon, 1649.

- La ville de Paris en vers burlesques: contenant toutes les galanteries du Palais, la chicane des plaideurs..., París: Jean Baptiste Loyson, 1658.

- Relation d'un voyage d' Espagne, où est exactement décrit l'estat de la cour de ce Royaume & de son gouvernement, más conocido como État d'Espagne (Paris, 1664)

- Journal du voyage d'Espagne: contenant une description fortexacte, de ses royaumes, & de ses principales villes; avec l'Estat du gouvernement, & plusieurs traittés curieux, touchant les regences, les assemblées des Estats, l'ordre de la noblesse, la dignitè de grand d'Espagne, les commanderies les benefices, & les conseils (París, Denys Thierry, 1669)

- Prérogatives de la robe (París, 1701)